# Jean-Louis Bouquet
Pour les articles homonymes, voir Bouquet.
Jean-Louis Bouquet, également connu sous les pseudonymes de Jean d'Ansenne et de Nevers-Séverin, est un écrivain et scénariste français, né le 26 août 1898 à Paris et mort le 22 juillet 1978 à Issy-les-Moulineaux (Hauts-de-Seine). Il s'est essentiellement consacré à la littérature fantastique et à la littérature policière.

## Biographie
Jean-Louis Bouquet a d'abord travaillé dans le cinéma, en particulier comme scénariste et réalisateur de plusieurs moyens métrages comme Studio à louer (1935). De 1932 à 1934, il tourne sept films dont il assure également le montage. Il arrête de travailler pour le cinéma en 1950 avec Les Deux Gamines, adaptation des Deux Gamines de Louis Feuillade réalisée par Maurice de Canonge.
Son œuvre d'écrivain fantastique est reconnue à partir de 1951, avec Le Visage de feu, recueil de nouvelles écrites antérieurement, qui sera suivi en 1956 par Aux portes des ténèbres. Ces recueils sont considérés comme des classiques du genre.
Jean Louis Bouquet est surtout un auteur de nouvelles : on se reportera aux sommaires du Visage de Feu et des Filles de la nuit, un volume collectif, pour connaitre le titre d'un certain nombre d'entre elles : ces titres sont souvent poétiques et explicitent la poétique propre de l'auteur.
Il est l'auteur d'une œuvre abondante (scénarios, romans populaires illustrés, romans adaptés, novélisation de films, romans pour jeunes, romans courts, nouvelles, synopsis, nouvelles sous pseudonyme, etc.) dont une partie seulement est accessible. En collaboration avec André Dollé, il rédige des novélisations des « serials » américains Le sorcier mystérieux en 1921 (The Hidden Hand (en) de 1917) et Le maître des ténèbres en 1922 (Hidden Dangers de 1920).

## Jugements
- « Il n’est pas aisé de dire ce qui sous-tend aujourd’hui communément un certain nombre de démarches… qui, pour moi, disposent entre toutes d’un pouvoir alertant. Je me bornerai à mentionner parmi elles, dans le sens de la pénétration du monde par la voie occulte, les œuvres de Raymond Abellio, la détection d’un nouveau fantastique : Le Visage de Feu de Jean-Louis Bouquet. », André Breton[4]

## Scénarios
- 1920 : Tristan et Yseult, film muet français réalisé par Maurice Mariaud
- 1924 : L'Enfant des halles, film muet français réalisé par René Leprince
- 1924 : La Cité foudroyée, film muet français réalisé par Luitz-Morat
- 1924 : Le Diable dans la ville, film muet français réalisé par Germaine Dulac
- 1928 : Jalma la double, film muet français réalisé par Roger Goupillières
- 1929 : La Tentation, film muet français réalisé par René Barberis et René Leprince
- 1929 : La Meilleure Maîtresse, film muet français réalisé par René Hervil
- 1932 : Léon... tout court, film français réalisé par Joe Francis
- 1932 : Le Supplice de Tantale, moyen métrage, également réalisation
- 1933 : Mission secrète, court métrage français réalisé par Jean-Louis Bouquet sur un de ses propres scénarios
- 1933 : La musique adoucit les mœurs (film), moyen métrage de Jean de Size
- 1933 : L'Héritier du Bal Tabarin, de Jean Kemm
- 1934 : Le Chéri de sa concierge, de Giuseppe Guarino, avec Fernandel
- 1936 : La Coqueluche de ces dames de Gabriel Rosca
- 1936 : Les Deux Gamines, de René Hervil et Maurice Champreux
- 1936 : Prête-moi ta femme de Maurice Cammage
- 1937 : Les Maris de ma femme de Maurice Cammage
- 1937 : La Loupiote, de Jean Kemm et Jean-Louis Bouquet
- 1937 : La Pocharde, film français réalisé par Jean Kemm et Jean-Louis Bouquet
- 1937 : Passeurs d'hommes, film franco-belge réalisé par René Jayet
- 1938 : Petite Peste, film français réalisé par Jean de Limur
- 1939 : Les Cinq Sous de Lavarède, film français réalisé par Maurice Cammage, avec Fernandel
- 1942 : Vie privée, film français réalisé par Walter Kapps
- 1947 : Fantômas, film français réalisé par Jean Sacha, avec Marcel Herrand et Simone Signoret
- 1949 : On ne triche pas avec la vie, film français réalisé par René Delacroix et Paul Vandenberghe
- 1951 : Les Deux Gamines, film français réalisé par Maurice de Canonge

## Œuvre

### Œuvres fantastiques
- Le Visage de feu, 1951, nouvelles ; Marabout, édition définitive, 1978 ; contient :
  - Liminaire
  - Alastor, ou Le Visage de Feu
  - Assirata, ou Le Miroir enchanté
  - Alouqa, ou La Comédie des Morts
  - Asmodaï, ou Le Piège des Âmes
  - Postface de l'auteur
- Aux portes des ténèbres, nouvelles, 1956
- Les Filles de la nuit, réédition de Aux portes des ténèbres, Marabout, 1978, puis Fleuve noir, 1998
- Mondes noirs, 1980, posthume
- « La belle à la toque verte », conte, Charlie mensuel, janvier 1979, p. 10-11

### Œuvres policières

#### SériePaul Dumviller
- L'Homme aux fétiches / L'Ombre du vampire, Éditions Janicot, coll. « rouge » no 29 (1943)
- Le Caveau des angoisses / Le Mystère Skanikoff, Éditions Janicot, coll. « rouge » no 35 (1943)
- La Reine des ténèbres, Éditions Janicot, coll. « rouge » no 38 (1943)
- Le Fantôme du parc Monceau, Éditions Janicot, coll. « rouge » no 42 (1943)
- Irène, fille fauve, Éditions Janicot, coll. « rouge » no 45 (1943)

#### SérieLes Mystères de Montmartre
- Les Mystères de Montmartre, Éditions Janicot, coll. « rouge » no 50 (1943)
- Du sang place Pigalle, Éditions Janicot, coll. « rouge » no 54 (1943)
- Les Aventuriers de la Butte, Éditions Janicot, coll. « rouge » no 59 (1943)
- L'Énigme du bal Tabarin, Éditions Janicot, coll. « rouge » no 64 (1944)
- Vingt hommes aux abois, Éditions Janicot, coll. « rouge » no 66 (1944)

#### SérieJean Laventure
- L'Homme aux antipodes / Drame au bout du monde, Éditions Janicot, coll. « rouge » no 74 (1944)
- Le Dock des suicidés, Éditions Janicot, coll. « rouge » no 78 (1944)
- L'Inconnue d'Anvers, Éditions Janicot, coll. « rouge » no 82 (1944)
- Un crime au sérail, Éditions Janicot, coll. « rouge » no 88 (1944)
- La Couronne sanglante, Éditions Janicot, coll. « rouge » no 96 (1944)

#### Autres romans policiers
- Le Sorcier mystérieux, Renaissance du livre, coll. « Ciné Collection » (1921)
- La Main invisible, Renaissance du livre, coll. « Ciné Collection » (1921)
- Le Maître des ténèbres, Renaissance du livre, coll. « Les Romans Cinéma » (1922)
- L'Affaire des squelettes, Éditions Janicot, coll. « rouge » no 102 (1945)
- La Vengeance de l'araignée, Éditions Janicot, coll. « rouge » no 105 (1945)

### Littérature d'enfance et de jeunesse
- La Porte aux étoiles, LCE, coll. « Romans de la jeune France » (1941)